# This Is Spinal Tap
Albums de Spinal Tap
Break Like The Wind
(1992)
This Is Spinal Tap (typographié This Is Spin̈al Tap), bande originale du film Spinal Tap, peut faire office d'album « officieux » : en effet, bien que le seul et véritable album officiel du groupe soit Break Like the Wind (enregistré et sorti en 1992, soit huit ans après la sortie du film, le groupe s'étant reformé pour l'occasion), les chansons de la bande originale du film ont été écrites, composées, et enregistrées par les acteurs interprétant les membres du groupe comme s'il s'agissait d'un véritable album à part entière.

## Liste des chansons
1. Hell Hole - 3:07
2. Tonight, I'm Gonna Rock You Tonight - 2:39
3. Heavy Duty - 4:28
4. Rock And Roll Creation - 4:08
5. America - 3:32
6. Cups And Cakes - 1:33
7. Big Bottom - 3:33
8. Sex Farm - 3:21
9. Stonehenge - 4:36
10. Gimme Some Money - 2:26
11. (Listen To The) Flower People - 2:36

## Personnel
- Michael McKean (David St.Hubbins) : chant, guitare, basse sur Big Bottom
- Christopher Guest (Nigel Tufnel) : guitare solo, mandoline,, chœurs
- Harry Shearer (Derek Smalls) : basse, chœurs
- David Kaff : claviers
- R.J. Parnell : batterie

### Personnel additionnel
- Harlan Collins : synthétiseur et arrangements sur Cups And Cakes
- John Sinclair : claviers

- * Spinal Tap : Site Officiel